# Mallophora tolteca
Mallophora tolteca är en tvåvingeart som beskrevs av Charles Howard Curran 1941. Mallophora tolteca ingår i släktet Mallophora och familjen rovflugor.
Artens utbredningsområde är Belize. Inga underarter finns listade i Catalogue of Life.